# (6931) Kenzaburo
(6931) Kenzaburo ist ein Asteroid des Hauptgürtels, der am 4. November 1994 von den japanischen Amateurastronomen Kin Endate und Kazurō Watanabe am Kitami-Observatorium (IAU-Code 400) auf Hokkaidō entdeckt wurde.
Der Himmelskörper gehört zur Eos-Familie, einer Gruppe von Asteroiden, welche typischerweise große Halbachsen von 2,95 bis 3,1 AE aufweisen, nach innen begrenzt von der Kirkwoodlücke der 7:3-Resonanz mit Jupiter, sowie Bahnneigungen zwischen 8° und 12°. Die Gruppe ist nach dem Asteroiden (221) Eos benannt. Es wird vermutet, dass die Familie vor mehr als einer Milliarde Jahren durch eine Kollision entstanden ist.
(6931) Kenzaburo wurde am 8. August 1998 nach dem japanischen Schriftsteller Kenzaburō Ōe (1935–2023) benannt, der 1994 mit dem Nobelpreis für Literatur ausgezeichnet wurde.